# Поповка (деревня, Москва)
Поповка — деревня, входящая в состав поселения Первомайское Троицкого административного округа Москвы. До 1 июля 2012 находилась на территории Наро-Фоминского района Московской области.
Деревня Поповка находится примерно в 8 км к северо-западу от центра города Троицка. Условно по автодороге делится на две части: Верхнюю и Нижнюю Поповку. Нижняя Поповка прилегает к реке Десне и с двух сторон окружена кладбищами. На новом кладбище построена часовня с золотым куполом, возведенная в честь Св. мученицы Натальи.
На территории деревни расположен мясоперерабатывающий комбинат «Кнакер».
Ныне существующая деревня возникла на месте села Воскресенского и свое современное наименование приобрела относительно недавно, уже в XX веке. На карте 1925 г. населенный пункт значится еще под названием "Воскресенское" Архивная копия от 5 августа 2021 на Wayback Machine.

## Население
Согласно Всероссийской переписи, в 2002 году в деревне проживало 87 человек (38 мужчин и 49 женщин); преобладающая национальность — русские (100%). По данным на 2005 год, в деревне проживало 102 человека.